# Wolfgang Schadewaldt
Wolfgang Schadewaldt, né le 15 mars 1900 à Berlin et mort le 10 novembre 1974 à Tübingen, est un universitaire allemand, professeur de philologie classique et helléniste.

## Carrière
Wolfgang Schadewaldt est le fils d'un médecin. Il étudie à Berlin le latin et le grec, l'archéologie et les lettres classiques, notamment auprès d'Ulrich von Wilamowitz-Moellendorff et Werner Jaeger. Il est promu comme doctor philosophiæ en 1924 et reçoit son habilitation en 1927, à la suite de quoi il devient Privatdozent de l'université Frédéric-Guillaume. En 1928, il est nommé professeur à l'université de Königsberg et l'année suivante à celle de Fribourg, où, il tisse des liens d'amitié avec Martin Heidegger.
À l'automne 1934, il succède à Erich Bethes en tant que doyen à l'université de Leipzig. À partir de l'année 1932, Schadewaldt publie (conjointement avec Helmut Berve qui arrive en 1934) Hermes (revue de philologie), jusqu'en 1944. C'est un périodique savant de haute tenue qui existe toujours. Il publie également Die Antike qui touche un public cultivé plus important de 1937 à 1944.
En 1941, Schadewaldt retourne à l'université de Berlin pour diriger la chaire de philologie classique. Depuis 1942, il est membre de la « Société du mercredi » (Mittwochsgesellschaft) qui est en lien avec des hommes de la résistance au national-socialisme. La même année, il est nommé à l'Académie des sciences de Prusse. Jusqu'en 1950, il remplit à l'Académie les fonctions de membre de l'Institut de recherche d'Antiquité gréco-latine où il dirige la publications du Polybios-Lexicon (dictionnaire biographique des personnages de l'Antiquité), les Inscriptiones Graecae, ainsi que le Corpus medicorum graecorum. À l'Académie, il est aussi membre de la commission allemande, du dictionnaire de Goethe (dont il est à l'origine), ainsi que de la commission d'histoire religieuse de l'Antiquité tardive.
De 1950 à 1972, il enseigne à l'université de Tübingen, même s'il en était professeur émérite depuis 1968.
Le professeur Schadewaldt repose au cimetière de Tübingen (Bergfriedhof).
Le professeur Schadewaldt est l'un des philologues allemands les plus éminents du XXe siècle. Il a popularisé la littérature grecque auprès du grand public. L'académicien norvégien, Egil A. Wyller, le qualifie de « grand maître des sciences antiques ». Les travaux de Schadewaldt portent aussi bien sur la poésie antique grecque, qu'elle soit épique, dramatique, ou lyrique, avec notamment le théâtre de Sophocle, sans négliger la philosophie et l'historiographie. Il s'est distingué comme un des meilleurs spécialistes d'Homère. Ses conférences de Tübingen entre 1950 et 1972 sont à l'origine d'une école de Tübingen avec des spécialistes de Platon et des universitaires universellement reconnus.
Parmi les membres de cette école, l'on peut distinguer Hans Joachim Krämer et Konrad Gaiser (et le successeur de ce dernier, Thomas Alexander Szlezák). Les étudiants les plus notables du professeur Schadewaldt sont Wolfgang Kullmann et Hellmut Flashar, qui ont étudié avec lui à Berlin, ainsi que l'historien de l'Antiquité Alexander Demandt.

## Œuvre (choix partiel)
Schadewaldt est connu comme le meilleur traducteur contemporain d'Homère en langue allemande. À la différence de Johann Heinrich Voss, il renonce à la traduction en hexamètres, pour une version plus courte des mots[pas clair] en gardant l'esprit de l'auteur[pas clair].
Éditeur
- Sophocle, Œdipe (Sophokles König Ödipus), traduction et édition avec préface et postface;
- Der König Ödipus des Sophokles in neuerer Deutung, traduction avec commentaires historiques et littéraires;
- Shakespeare, Le Roi Lear (König Lear)
- Sophokles König Ödipus; Der zerbrochne Krug d'après Heinrich von Kleist et l'Œdipe de Sophocle, éd. Insel Taschenbuch XV,  (ISBN 3-458-31715-5).

Monographies
- Monolog und Selbstgespräch (1926)
- Iliasstudien (1938, 2. Aufl. 1943, 3. Aufl. 1966)
- Die Heimkehr des Odysseus (1946)
- Legende von Homer dem fahrenden Sänger (1942, 1959)
- Sophokles und das Leid (1948)
- Sappho. Dasein in der Liebe (1950)
- Griechische Sternsagen (1956)
- Hellas und Hesperien. Gesammelte Schriften zur Antike und zur neueren Literatur (1960)
- Goethe-Studien. Natur und Altertum (1963)
- Tübinger Vorlesungen
  - vol 1: Die Anfänge der Philosophie bei den Griechen, éd Ingeborg Schudoma, Frankfurt am Main, Suhrkamp, 1978
  - vol 2: Die Anfänge der Geschichtsschreibung bei den Griechen, éd Ingeborg Schudoma, Frankfurt am Main, Suhrkamp, 1982
  - vol 3: Die frühgriechische Lyrik, éd Ingeborg Schudoma, Frankfurt am Main, Suhrkamp, 1989
  - vol 4: Die griechische Tragödie, éd Ingeborg Schudoma, Frankfurt am Main, Suhrkamp, 1991

Traductions (choix partiel)
- Carmina Burana, 1953
- Homère: Odyssee (L'Odyssée), Hamburg, Rowohlt, 1958
- Homère: Ilias (L'Iliade), Frankfurt am Main, Suhrkamp, 1975
- Sophocle: Aias (Ajax), Frankfurt am Main, Insel, 1993
- Sophocle: Antigone (Antigone), Frankfurt am Main, Insel, 1974
- Sophocle: Elektra (Electre), Frankfurt am Main, Insel, 1994
- Sophocle: Die Frauen von Trachis, Frankfurt am Main, Insel, 2000
- Sophocle: Ödipus auf Kolonos (Œdipe à Colone), Frankfurt am Main, Insel, 1996
- Sophocle: Philoktet (Philoctète), Frankfurt am Main, Insel, 1999
- Sternsagen. Die Mythologie der Sternbilder, Frankfurt am Main, Insel, 2002

## Distinctions
- Membre effectif de l'Académie des sciences de Leipzig, 1934
- Membre de l'Académie allemande des sciences Leopoldina, 1934
- Membre effectif de l'Académie des sciences de Berlin, 1943
- Membre de l'Académie des sciences de Heidelberg, 1958
- Pour le Mérite pour les sciences et les arts, 1962
- Prix Reuchlin, 1963
- Grand officier de l'ordre du Mérite de la République fédérale d'Allemagne, 1964
- Prix de traduction de l'Académie allemande pour la langue et la littérature, 1965
- Médaille autrichienne de la science et de l'art, 1972

## Source
- (de) Cet article est partiellement ou en totalité issu de l’article de Wikipédia en allemand intitulé « Wolfgang Schadewaldt » (voir la liste des auteurs).